# Antonio Altan
Antonio Altan, noto anche come Antonio di San Vito (San Vito al Tagliamento, fine XIV secolo – Barcellona, autunno 1450), è stato un vescovo cattolico italiano cittadino della Repubblica di Venezia.

## Biografia

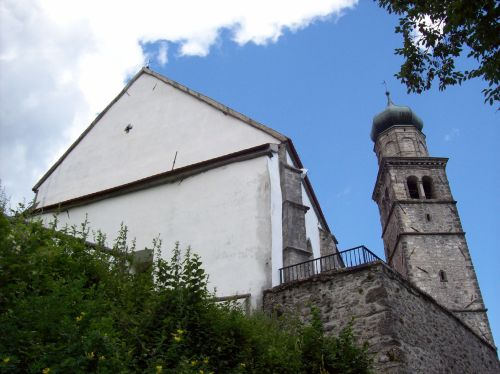
Facciata della pieve di San Pietro in Carnia

Antonio nacque a San Vito al Tagliamento da Bianchino, nobile locale, che era sposato con una donna della nobile famiglia Porcia. Studiò diritto presso l'Università di Padova e si laureò in utroque iure; successivamente si trasferì a Roma, proprio quando il veneziano papa Eugenio IV saliva sul trono papale (30 marzo 1431). Nel giugno 1431 fu nominato cappellano pontificio e godette contemporaneamente della prepositura della pieve di San Pietro in Carnia.
Alla fine dello stesso anno o all'inizio del seguente, Antonio fu nominato dal pontefice uditore di Rota e nel maggio del 1432 fu scelto come plenipotenziario papale al concilio di Basilea, con Giovanni De Ponte, arcivescovo di Taranto, Andrea di Costantinopoli, arcivescovo di Rodi, e Bertrand Robert, vescovo di Maguelonne. I quattro prelati si presentarono al concilio senza alcun potere decisionale, per cui si limitarono, nel corso delle tre sessioni del 22, del 23 agosto e del 6 settembre, a chiedere che fosse sospeso ogni provvedimento contro il pontefice e poi ritornarono immediatamente a Roma. Nel maggio 1434 seguì papa Eugenio a Firenze, quando questi dovette abbandonare Roma in seguito ad una rivolta popolare e proprio a Firenze nel luglio dello stesso anno Antonio ricevette l'arcidiaconato di Aquileia.

### Al concilio di Basilea
Il 23 luglio 1435 Antonio con Ambrogio Traversari fu nuovamente nominato ambasciatore del papa presso il concilio di Basilea; ai due furono impartite istruzioni particolari , cui si aggiunse un messaggio speciale del collegio cardinalizio. I due ambasciatori giunsero a Basilea il 21 agosto e, dopo il discorso introduttivo di Traversari, il 26 agosto toccò proprio ad Altan sostenere le posizioni papali e ribattere punto per punto le accuse che il concilio aveva rivolto contro il papa. Il testo completo del discorso non è giunto fino a noi, ma secondo le fonti Altan affermò che il papa era impegnato in prima persona per tentare di ricomporre lo scisma d'Oriente; affermò la necessità della corresponsione al pontefice delle decime gravanti sui benefici ecclesiastici; confermò che Eugenio IV era disposto a riconoscere molti dei decreti conciliari e trattò altri argomenti minori. I discorsi dei due inviati papali non ebbero alcun effetto immediato, perché furono confutati il 3 novembre da Giuliano Cesarini, il più autorevole dei cardinali presenti a Basilea; per tale motivo Altan e Traversari rientrarono immediatamente in Italia, pur avendo riscontrato fra i partecipanti al concilio un certo senso di stanchezza e di smarrimento.

### Vescovo di Urbino e legato papale

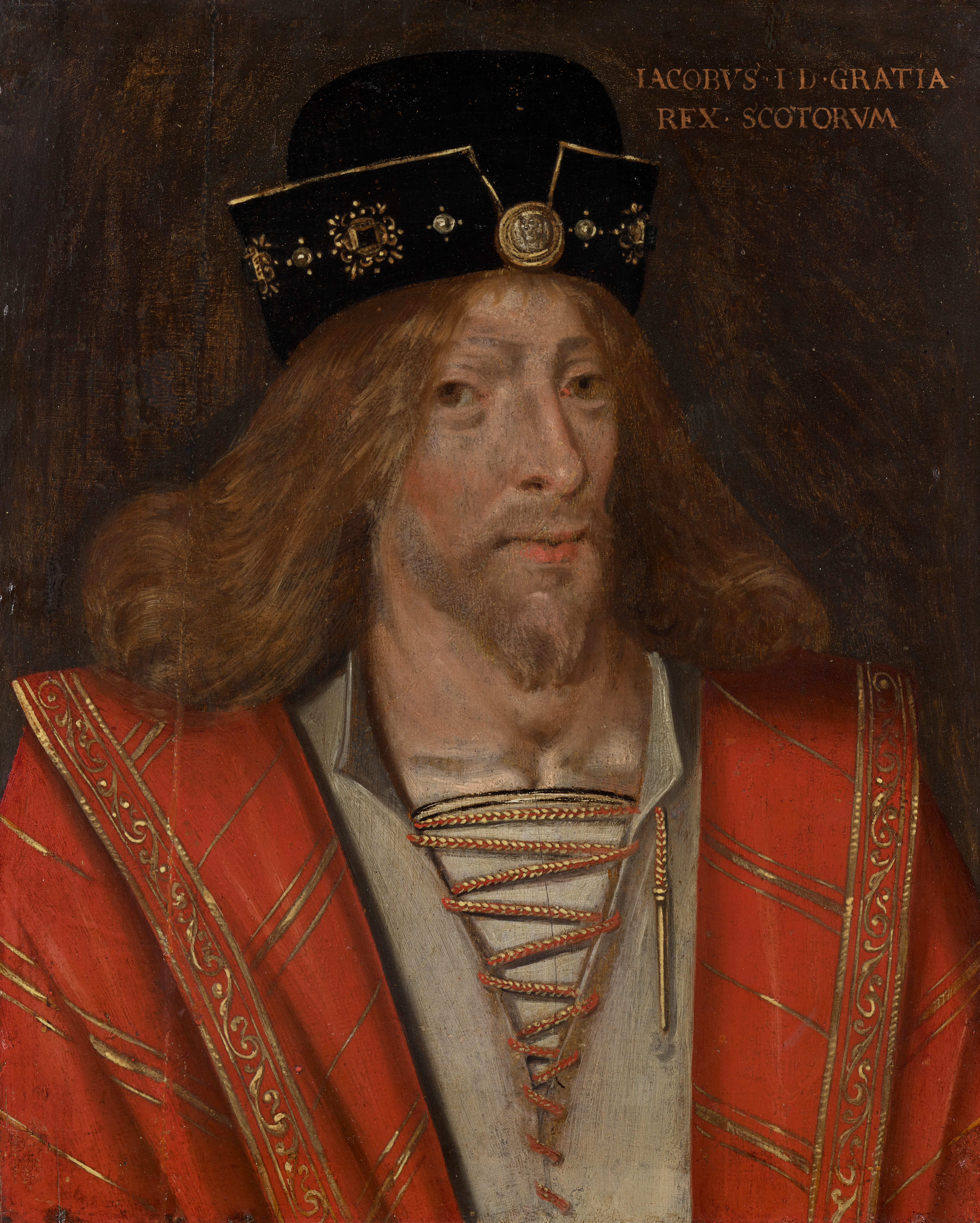
Re Giacomo I di Scozia

La fiducia papale nei confronti dell'Altan si espresse pienamente quando, il 10 febbraio 1436, fu nominato vescovo di Urbino. In ogni caso non riuscì a prendere subito possesso della diocesi, perché nel luglio di quello stesso anno fu nominato legato papale in Scozia  su richiesta del vescovo di Glasgow, Giovanni Cameron e di Valterio abate del monastero di S. Tommaso, sito nella diocesi di Edimburgo, i quali erano stati inviati a Roma dal re Giacomo I con l'incarico di ottenere la sostituzione del legato precedente. Ma appena giunto in Scozia, vi fu l'omicidio di Giacomo I, così l'Altan per mandato papale dovette occuparsi della successione al trono, che riuscì ad assicurare a Giacomo II, figlio ancora fanciullo del re assassinato.
Secondo alcune fonti  , nel corso del 1437 l'Altan si sarebbe recato anche in Portogallo ed in Francia, dove avrebbe contribuito al raggiungimento di una tregua tra Enrico VI d'Inghilterra, Carlo VII di Francia e il duca di Borgogna, ma di questa presenza non esiste traccia nella documentazione ufficiale.

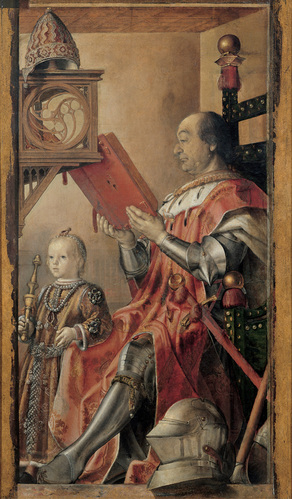
Pedro Berruguete, Federico di Montefeltro con il figlio Guidobaldo, Galleria nazionale delle Marche, Urbino.

Nell'autunno del 1437, sempre su incarico di papa Eugenio IV, si recò come legato in Germania, dove il 9 dicembre di quello stesso anno era morto l'imperatore Sigismondo di Lussemburgo. L'Altan rimase qualche mese in Germania, tentando di guadagnare al partito di Eugenio IV i principi elettori, che si erano dichiarati concordemente neutrali nella contesa fra Roma e il concilio di Basilea; con le proprie azioni contribuì alla elezione come imperatore di Alberto II d'Asburgo, avvenuta il 18 marzo 1438; in questo periodo egli si occupò anche della raccolta di reliquie.
Terminate le varie missioni diplomatiche all'estero, prese alla fine possesso della diocesi di Urbino il 15 marzo 1438 e vi si stabilì. Nel settembre successivo fu scelto dal papa come ambasciatore per la missione presso il nuovo imperatore Alberto, ma non è certo se vi si recò.  Il 14 novembre 1439 papa Eugenio IV gli concesse di unire l'abbazia di San Vincenzo del Furlo al capitolo di Urbino; in questo modo con la rendita che ne derivò l'Altran realizzò un collegio di cantori della cattedrale.
Nel corso degli anni seguenti curò la costruzione della nuova cattedrale e strinse buoni rapporti con i conti Guidantonio e Oddantonio II, anzi probabilmente proprio grazie agli ottimi rapporti tra l'Altan ed il papa, Oddantonio riuscì ad ottenere il titolo di duca di Urbino, trasmissibile agli eredi. Ebbe particolari interessi per il patrimonio della sede vescovile e il 16 dicembre 144 ottenne dal papa il permesso di alienare alcuni beni infruttiferi.
Nell'agosto 1443 fu nuovamente incaricato dal papa di una nuova missione in Francia, dove il 20 maggio 1444 riuscì a stabilire una tregua tra Enrico VI d'Inghilterra e Carlo VII di Francia, che interruppe la guerra per quattro anni e così permise al re di Francia di riorganizzarsi. In questa occasione Carlo VII gli concesse di aggiungere al suo stemma un serpente ed una croce d'oro e di apporvi il motto: Droi.
Rientrato nella sua diocesi, il 22 luglio 1444 era presente quando il giovane duca Oddantonio II venne assassinato e il 25 successivo ne celebrò le esequie. Fece chiamare ad Urbino Federico, così da non lasciare alcun vuoto di potere in città e fare in modo che la famiglia Da Montefeltro mantenesse la Signoria. Federico giunse prontamente in città, ricevuto con tutti gli onori dal vescovo Altan e dalle altre autorità civili e religiose. L'Altan si sentiva molto legato a Federico, come anche con i suoi predecessori e, quando questi nel 1445, dopo aver conquistato Fossombrone, fu scomunicato dal papa, il vescovo cercò di usare le proprie influenze presso la corte papale perché la scomunica fosse tolta, ma senza riuscirci. Nel 1447 tenne un sinodo diocesano; successivamente il nuovo papa Niccolò V lo incluse nella commissione cardinalizia istituito per il processo di beatificazione di San Bernardino. Nell'ottobre 1449 il papa lo nominò collettore della Camera apostolica in Spagna e Portogallo con potestà di legato a latere. In Spagna condusse le trattative che alla fine portarono al matrimonio tra Eleonora di Portogallo ed il nuovo imperatore Federico III d'Asburgo, matrimonio avvenuto il 15 marzo 1452, ma l'Altan non vi partecipò perché era già morto nell'autunno del 1450 mentre si trovava a Barcellona ed era in procinto di tornare in Italia.